# Weiting (köpinghuvudort i Kina, Jiangsu Sheng, lat 31,35, long 120,69)
Weiting (kinesiska: 唯亭, 唯亭镇) är en köpinghuvudort i Kina. Den ligger i provinsen Jiangsu, i den östra delen av landet, omkring 200 kilometer sydost om provinshuvudstaden Nanjing. Antalet invånare är 178 691. Befolkningen består av 85 532 kvinnor och 93 159 män. Barn under 15 år utgör 7,0 %, vuxna 15-64 år 88 %, och äldre över 65 år 4,0 %.
Runt Weiting är det tätbefolkat, med 947 invånare per kvadratkilometer. Närmaste större samhälle är Suzhou, 10,5 km sydväst om Weiting. Trakten runt Weiting består till största delen av jordbruksmark.
Genomsnittlig årsnederbörd är 1 661 millimeter. Den regnigaste månaden är juni, med i genomsnitt 221 mm nederbörd, och den torraste är december, med 59 mm nederbörd.